# Phaciocephalus rubrofasciata
Phaciocephalus rubrofasciata är en insektsart som först beskrevs av William Lucas Distant 1920.  Phaciocephalus rubrofasciata ingår i släktet Phaciocephalus och familjen Derbidae. Inga underarter finns listade i Catalogue of Life.